# دوروثي هيل
دوروثي هيل (بالإنجليزية: Dorothy Hill)‏ (من مواليد 10 سبتمبر 1907 - 23 أبريل 1997) كانت جيولوجية عالمة أحياء قديمة أسترالية، وأول بروفيسور من الأناث في جامعة أسترالية، وكذلك أول رئيسة للأكاديمية الأسترالية للعلوم.